# 布鲁内洛·斯皮内利
布鲁内洛·斯皮内利（義大利語：Brunello Spinelli，1939年5月26日—2018年2月6日），意大利前男子水球运动员。他曾代表意大利国家队参加1960年夏季奥林匹克运动会水球比赛，结果获得金牌。